# NEC
NEC (произн. «Эн-и-си», яп. 日本電気株式会社, Ниппон дэнки кабусики гайся, англ. Nippon Electric Corporation) — японская компания, производитель электронной, компьютерной техники, телекоммуникационного оборудования, одна из крупнейших мировых телекоммуникационных компаний.
Штаб-квартира находится в Токио. Входит в кэйрэцу Sumitomo. Компания занимает 432-е место в списке Fortune Global 500 (2021).

## Образование
Создана в Токио 17 июля 1899 года как первое японское совместное предприятие с иностранным капиталом. Её партнером стала Western Electric Company of Illinois. В первые годы работы NEC занималась производством телефонного оборудования. Однако, начиная с 1920-х годов, компания начала работать практически во всех направлениях в области коммуникаций.

## Деятельность
Компания разрабатывает решения для мобильных и фиксированных сетей, широкополосных и корпоративных систем, IT и интернет-решений. В прошлом NEC также создавала полупроводниковые приборы, но затем этот бизнес был отделён в виде самостоятельных компаний Renesas Electronics и Elpida Memory.
На 30 сентября 2005 года в компании работало более 147 тыс. сотрудников по всему миру. Компания имеет:
- 18 представительств в 18 странах;
- 23 завода в 12 странах;
- 4 научно-исследовательских центра в 4 странах;
- 61 компанию по организации сбыта в 26 странах.

## Сделки
В 1990-е годы фирма NEC приобрела американское предприятие Packard Bell, занимавшееся производством IBM PC-совместимых компьютеров.
В ноябре 1999 года NEC объявила об уходе с американского рынка домашних компьютеров. Она анонсировала сокращение штата Packard Bell в США примерно на 80% (из более чем 2600 сотрудников остаться должны были от 300 до 400 человек), закрытие завода в Сакраменто (штат Калифорния), переезд юридического лица из Сакраменто в Маунтин-Вью и отказ от использования марки Packard Bell в США. При этом продукцию под маркой Packard Bell планировали и дальше продавать в Европе.
В 2006 году компания NEC начала вести переговоры с основателем eMachines Джоном Хью о продаже торговой марки Packard Bell. Однако в 2007 году фирма Acer Inc. приобрела компанию Gateway, Inc. за 710 млн долларов, что означало приобретение именно Acer прав на бренды Gateway, eMachines и Packard Bell.
Летом 2008 года NEC приобрела компанию Netcracker Technology за 300 млн долларов США.